# UN Watch
UN Watch è un'organizzazione non governativa con sede a Ginevra, Svizzera, la cui missione dichiarata è "monitorare le prestazioni delle Nazioni Unite sulla base della propria Carta". È accreditata in stato consultivo speciale presso il Consiglio economico e sociale delle Nazioni Unite e associata presso il Dipartimento d'informazione pubblica delle Nazioni Unite.
UN Watch è stato attivo nella lotta contro gli abusi dei diritti umani nella Repubblica Democratica del Congo e nel Darfur, ed è stato vocale contro gli abusi in regimi come Cina, Cuba, Russia e Venezuela, spesso usando il suo tempo assegnato all'UNHRC per consentire dissidenti e attivisti per i diritti umani per parlare. UN Watch è spesso critico nei confronti di ciò che considera sentimento anti-israeliano e antisemita agli eventi sponsorizzati dalle Nazioni Unite e dalle Nazioni Unite.
Il gruppo è stato elogiato dall'ex segretario generale delle Nazioni Unite Kofi Annan, e il direttore generale dell'Ufficio delle Nazioni Unite a Ginevra Sergei Ordzhonikidze ha riconosciuto "il prezioso lavoro di UN Watch a sostegno della giusta applicazione di valori e principi della Carta delle Nazioni Unite e il sostegno ai diritti umani per tutti". Agence France-Presse ha descritto UN Watch come "un gruppo di pressione con forti legami con Israele". The Economist ha descritto UN Watch come un "monitor pro-israeliano".

## Fondazione
UN Watch è stata fondata nel 1993 sotto la presidenza di Morris B. Abram. Abram è stato presidente del United Negro College Fund e presidente della Brandeis University. Abram fu attivo negli affari della comunità come presidente dell'American Jewish Committee (1963-1968); Presidente della coalizione nazionale a sostegno degli ebrei sovietici (1983-1988); e presidente della Conferenza dei presidenti delle principali organizzazioni ebraiche americane (1986-1989).
Abram ha sostenuto le Nazioni Unite come istituzione. Nel 1999 Abram tenne un discorso al Congresso degli Stati Uniti sul tema del trattamento di Israele da parte delle Nazioni Unite in cui affermava che "UN Watch sostiene categoricamente le Nazioni Unite come istituzione indispensabile. Gli Stati Uniti dovrebbero pagare le loro quote passate alle Nazioni Unite come una questione di onore nazionale e in riconoscimento dell'importanza delle Nazioni Unite. Nonostante i difetti delle Nazioni Unite, è inconcepibile che gli Stati Uniti trattengano il sostegno dell'unica organizzazione veramente globale in un mondo così interdipendente ".
Dopo la morte di Abram nel 2000, David A. Harris, direttore esecutivo dell'American Jewish Committee, è stato eletto Presidente di UN Watch.
Nel 2001 Harris annunciò che UN Watch era diventata una consociata interamente controllata dell'American Jewish Committee. Secondo un comunicato stampa dell'epoca, “UN Watch è stato istituito con la generosa assistenza di Edgar Bronfman, presidente del World Jewish Congress. Diciotto mesi fa, il Comitato ebraico americano e il Congresso ebraico mondiale hanno raggiunto un accordo, approvato dal consiglio internazionale di UN Watch, per trasferire il pieno controllo dell'organizzazione ad AJC, un accordo entrato in vigore il 1º gennaio 2001."

## Struttura e stato
L'ONU partecipa alle Nazioni Unite come ONG accreditata in stato consultivo speciale presso il Consiglio economico e sociale delle Nazioni Unite (ECOSOC) e come ONG associata presso il Dipartimento di informazione pubblica delle Nazioni Unite (DPI). È affiliato all'American Jewish Committee, una ONG fondata nel 1906, che era un pioniere sostenitore dell'inclusione della Carta delle Nazioni Unite di garanzie internazionali sui diritti umani e della creazione della carica di Alto Commissario per i diritti umani.
L'ONU ha partecipato alle seguenti attività delle Nazioni Unite: la Commissione per i diritti umani, una tavola rotonda sulle Nazioni Unite e il Medio Oriente, una tavola rotonda sulle proposte di riforma della Commissione per i diritti umani, la sottocommissione per la promozione e la protezione dei diritti umani, il comitato per l'eliminazione della discriminazione razziale e il gruppo di lavoro sulle minoranze. Un seminario dell'ONU a Ginevra ha visto un tour del Palais des Nations, una visita al Museo internazionale della Croce rossa e della Mezzaluna rossa e la partecipazione a una riunione del Comitato contro la tortura (CAT) con briefing del vicepresidente del Comitato.
Nell'ottobre 2008, l'UNHCR ha elencato l'organizzazione con uno staff di sei persone. UN Watch aveva 110 membri nel 2007, distribuiti geograficamente come segue: 56% dall'Europa, 38% dal Nord America e 4% dall'Oceania. La newsletter di UN Watch sui problemi delle Nazioni Unite ora raggiunge quasi 5.000 abbonati in tutto il mondo.
Il commento del gruppo è apparso in BBC, Al Jazeera, Reuters, Washington Post, Agence France-Presse, Voice of America, The Jerusalem Post, Fox News, JTA, e altri.

## Consiglio di amministrazione e finanziamenti
Gli attuali membri del consiglio comprendono:
- Alfred H. Moses, avvocato, ex ambasciatore degli Stati Uniti in Romania ed emissario presidenziale per il conflitto di Cipro, consigliere speciale del presidente Jimmy Carter. Ex presidente del Comitato ebraico americano.
- Per Ahlmark, ex vice primo ministro svedese (deceduto nel 2018).
- Irwin Cotler, avvocato internazionale per i diritti umani, parlamentare canadese dal 1993, ex ministro della giustizia e procuratore generale del Canada, noto come "Consigliere per gli oppressi"
- David A. Harris, direttore esecutivo dell'American Jewish Committee
- Max Jakobson, ex ambasciatore finlandese presso le Nazioni Unite
- Ruth Wedgwood, professoressa di diritto internazionale e diplomazia, Johns Hopkins University

UN Watch è finanziato da donazioni di privati e fondazioni di beneficenza.

## Posizioni e attività

### Regioni

#### Congo
Nel 2008 il posto di relatore speciale delle Nazioni Unite per il Congo è stato eliminato dal Consiglio dei diritti umani delle Nazioni Unite. L'eliminazione è stata fatta con il sostegno di Egitto, Algeria, Tunisia, Russia e altri paesi, a seguito di una richiesta dell'amministrazione congolese del presidente Joseph Kabila. Secondo un successivo rapporto preparato dall'ufficio del segretario generale delle Nazioni Unite Ban Ki-moon, sia il governo che le forze ribelli hanno proceduto a uccisioni di massa, stupri e torture. Nel novembre dello stesso anno, l'ONU ha chiesto all'UNHRC di scusarsi per l'abolizione del posto e ha dichiarato che l'UNHRC avrebbe dovuto essere tenuto a rispondere della mossa, date le atrocità che le persone stavano subendo. Il direttore esecutivo delle Nazioni Unite Watch Hillel Neuer ha dichiarato in una dichiarazione: "Moralmente, quei paesi (nel Consiglio) che erano dietro l'eliminazione del mandato di monitoraggio a marzo dovrebbero ora scusarsi con le vittime del Congo. Non sapremo mai quanti la vita avrebbe potuto essere salvata se il Consiglio, rinviando al governo del Congo, non avesse causato questo inconcepibile divario di protezione che ha tagliato un meccanismo di allarme rapido proprio quando le vittime ne avevano più bisogno.
Il 1º dicembre 2009, a seguito delle atrocità nella provincia congolese orientale del Nord Kivu, l'UNHRC ha condannato gli abusi contro i civili in Congo. L'ONU ha affermato che sperava di vedere una riassegnazione di un esperto dei diritti delle Nazioni Unite nella regione e che gli abusi "rendendo il Congo orientale un inferno vivente" dovevano essere adeguatamente investigati. L'ONU ha dichiarato che un totale di 50 gruppi hanno firmato l'appello al segretario generale delle Nazioni Unite Ban Ki-moon e al capo dei diritti umani Navi Pillay, chiedendo di ripristinare il posto di controllo dei diritti delle Nazioni Unite lì.

#### Darfur
L'ONU ha presieduto il vertice dell'attivista delle ONG per il Darfur nel 2007.
Il 27 aprile 2008, UN Watch si è unito alle organizzazioni per i diritti umani nel mondo lanciando una campagna " Giustizia per il Darfur ". Le organizzazioni dietro la campagna includevano Amnesty International, Human Rights First e Human Rights Watch. La campagna ha invitato il Consiglio di sicurezza delle Nazioni Unite, le organizzazioni regionali e i governi nazionali a esercitare pressioni sul Sudan affinché cooperasse con il Tribunale penale internazionale e ad arrestare i sospetti criminali di guerra Ali Kushayb e Ahmad Harun. Il governo sudanese aveva rifiutato di arrendersi o sospettato alla Corte, e in effetti aveva promosso Harun alla posizione di ministro di Stato per gli affari umanitari.

### In corso
L'ONU ha elogiato gli Stati Uniti, la Francia e le altre democrazie per le loro "forti critiche" nei confronti dei diritti umani in Iran durante un'audizione delle Nazioni Unite al Consiglio dei diritti umani delle Nazioni Unite (UNHRC) di Ginevra nel febbraio 2010. Allo stesso tempo, il direttore esecutivo delle Nazioni Unite Hillel Neuer ha ammonito che il risultato della sessione del consiglio potrebbe essere limitato a un rapporto "senza denti" da adottare.

#### Haiti
Sulla scia del terremoto di Haiti del gennaio 2010, i 47 membri del Consiglio per i diritti umani delle Nazioni Unite hanno approvato all'unanimità una risoluzione che esprimeva preoccupazione per le violazioni dei diritti sulla scia del sisma e ha esortato il governo e i gruppi di aiuto a proteggere i bambini dalla violenza e dallo sfruttamento. L'ONU ha sbattuto la sessione speciale di due giorni del Consiglio dei diritti umani delle Nazioni Unite su Haiti come "uno spreco dannoso del tempo prezioso, delle risorse e del capitale morale dell'organizzazione", aggiungendo che il consiglio "non ha budget, autorità o esperienza in materia di aiuti umanitari" e "ignora problemi più urgenti in materia di diritti umani".

#### Svizzera
In seguito al voto della Svizzera del 2009 per vietare i minareti, UN Watch ha dichiarato di essere particolarmente imbarazzato dal fatto e che lavorerà per abrogarlo. Il direttore della ONG Hillel Neuer ha affermato che il divieto delle strutture musulmane da parte di un governo è una discriminazione ingiusta.

## Elezioni dell'UNHRC
Insieme a Freedom House, UN Watch si è opposta alle candidature degli Stati con scarsi risultati in materia di diritti umani per il Consiglio dei diritti umani delle Nazioni Unite. La risoluzione delle Nazioni Unite del 2006 che istituisce il consiglio richiede che, negli Stati eletti al panel, gli Stati membri delle Nazioni Unite "terranno conto del contributo dei candidati alla promozione e alla protezione dei diritti umani".

### 2007
Nel maggio 2007, UN Watch and Freedom House ha presentato una relazione congiunta su un'elezione al Consiglio dei diritti umani delle Nazioni Unite, affermando che i candidati Angola, Bielorussia, Egitto e Qatar non erano idonei a far parte del corpo dei diritti umani, poiché essi stessi violavano i diritti. Il rapporto afferma che i quattro paesi "sono regimi autoritari con risultati negativi nelle votazioni delle Nazioni Unite (su questioni relative ai diritti) e non sono qualificati per essere membri del Consiglio". Il rapporto ha inoltre descritto i candidati Slovenia, Danimarca, Italia e Paesi Bassi come "ben qualificati" per il Consiglio e ha chiamato i candidati Bolivia, India, Indonesia, Madagascar, Nicaragua, Filippine e il Sudafrica come "discutibili".

### 2009
Nel maggio 2009, UN Watch e Freedom House hanno nuovamente presentato una relazione congiunta su un'elezione del CDU. Il rapporto ha descritto i candidati Cina, Cuba e Arabia Saudita come "il peggio del peggio" in termini di diritti umani. Il rapporto ha anche descritto i candidati Azerbaigian, Camerun, Gibuti e Russia come "non qualificati", e Bangladesh, Giordania, Kenya, Kirghizistan, Nigeria e Senegal come "discutibile". UN Watch e Freedom House ha descritto i record del consiglio per i suoi primi tre anni come poveri. Hanno affermato che i paesi islamici con il sostegno cubano riscrivono le regole per un controllo della libertà di espressione in un modo che limiti l'espressione e che un'alleanza di regimi regressivi è riuscita a far sì che il Consiglio annullasse gli investigatori dei diritti umani per problemi come la Bielorussia, Cuba, Liberia, Repubblica Democratica del Congo e Darfur. Al contrario, hanno detto, l'alleanza ha portato il consiglio a nominare un investigatore che è stato coinvolto nella fondazione di un controverso premio per i diritti umani in onore di Muammar al-Gheddafi e un altro che ritiene che gli attacchi dell'11 settembre erano un lavoro interiore. Hillel Neuer ha dichiarato: "La visione era che il consiglio sarebbe stato una voce per le vittime, ma ora è in uno stato di crisi".

### 2010
L'ONU ha espresso preoccupazione per un rapporto secondo cui i paesi asiatici potrebbero facilitare le elezioni iraniane nel maggio 2010 all'UNHRC a 47 membri.

### 2011
A UN Watch viene attribuito il merito di aver guidato la campagna per negare l'offerta della Siria di ottenere un posto.

### 2014
ONU ha condannato fermamente le elezioni del 2014 in Arabia Saudita, Cina, Cuba e Russia al Consiglio per i diritti umani. In un'intervista di France 24, il direttore esecutivo Hillel Neuer ha definito questo un "giorno nero per i diritti umani". È in corso una campagna per rimuovere questi paesi dal corpo, "HRC senza dittatori" insieme a una petizione sul sito web dell'organizzazione.

## Altre attività delle Nazioni Unite

### Rapporto Goldstone
L'ONU ha presentato una petizione legale di 29 pagine alla missione di accertamento dei fatti delle Nazioni Unite sul conflitto di Gaza chiedendo il rifiuto della membro Christine Chinkin perché era una dei 31 accademici e avvocati che avevano co-firmato una lettera pubblicata sul Sunday Times prima di essere selezionato per la missione che ha accusato Israele di non rispettare il diritto internazionale umanitario e dei diritti umani. La lettera descriveva l'offensiva militare israeliana a Gaza come "un atto di aggressione", affermando che "l'invasione e il bombardamento di Gaza equivalgono a una punizione collettiva di 1,5 milioni di abitanti di Gaza contraria alla legge internazionale sui diritti umani e umanitari" e aggiungendo che "il blocco di gli aiuti umanitari, la distruzione di infrastrutture civili e la prevenzione dell'accesso a beni di prima necessità come cibo e carburante, sono crimini di guerra prima facie ". L'ONU ha dichiarato che, dal momento che Chinkin si era già formata ed aveva espresso un giudizio sugli stessi problemi che la Missione avrebbe dovuto indagare, non poteva soddisfare il requisito di imparzialità per le missioni conoscitive. La petizione cita le autorità di diritto internazionale, compreso un precedente del 2004 del tribunale internazionale per la Sierra Leone, in cui il giudice Geoffrey Robertson è stato squalificato dai suoi colleghi giudici per l'apparenza di parzialità.
La richiesta delle Nazioni Unite di vigilanza è stata coperta dalla Deutsche Presse Agentur e dal Khaleej Times e da Agence France Presse. L'ONU ha inoltre osservato che in un incontro del maggio 2009 con le ONG di Ginevra, Chinkin ha negato che la sua imparzialità fosse compromessa, affermando che la sua dichiarazione riguardava solo jus ad bellum e non jus in bello; tuttavia, secondo UN Watch, l'affermazione non solo ha determinato che "le azioni di Israele equivalgono ad aggressione, non all'autodifesa", ma ha anche accusato di essere "contrario alla legge internazionale sui diritti umani e umanitari" e costituiva "crimini di guerra prima facie ".
I membri dell'inchiesta hanno respinto la petizione e hanno affermato che la missione ha indagato se Israele, Hamas o l'Autorità palestinese avevano causato inutilmente morte o lesioni a civili innocenti a causa di specifici atti di conflitto armato che hanno violato il diritto internazionale umanitario e il diritto internazionale dei diritti umani affermando "Su tali questioni la lettera firmata dal professor Chinkin non esprimeva assolutamente alcuna opinione". I membri hanno inoltre scritto nella loro risposta che la missione di accertamento dei fatti non può essere considerata un procedimento giudiziario o quasi giudiziale. Hillel Neuer, direttore di UN Watch, ha affermato che le argomentazioni sollevate dalla missione hanno ignorato la serie consolidata di standard per le missioni di accertamento internazionali. Goldstone disse che la lettera firmata da Chinkin avrebbe potuto essere motivo di squalifica, se la missione fosse stata un'inchiesta giudiziaria.

### Parzialità e antisemitismo delle Nazioni Unite contro Israele
L'ONU è attivo alle Nazioni Unite nella lotta contro Israele e l'antisemitismo e su ciò che sostiene il trattamento selettivo e politicizzato di Israele da parte di molti organismi delle Nazioni Unite. Il gruppo ha sostenuto l'obiettivo dichiarato dell'ex segretario generale Kofi Annan di porre fine al trattamento squilibrato delle Nazioni Unite nei confronti di Israele ed è stato fortemente critico nei confronti del Consiglio dei diritti umani delle Nazioni Unite. L'agenzia telegrafica ebraica ha descritto UN Watch come un'organizzazione pro-Israele.

### Discorso UNHRC di marzo 2007
Il 23 marzo 2007, Hillel Neuer delle Nazioni Unite ha tenuto un discorso duramente critico al Consiglio per i diritti umani delle Nazioni Unite (UNHRC), affermando che il Consiglio ha tradito i sogni dei suoi fondatori ed è diventato "un incubo". Neuer ha accusato il Consiglio di ignorare le violazioni dei diritti umani in tutto il mondo, scegliendo invece di emanare "una risoluzione dopo l'altra che condanna un singolo stato: Israele". Ha inoltre sostenuto che la preoccupazione dichiarata dal Consiglio per i diritti umani palestinesi è ingannevole e ha fornito esempi in cui ha ignorato le atrocità contro i palestinesi "perché Israele non poteva essere biasimato. I despoti che gestiscono questo Consiglio non potrebbero fregare di meno dei palestinesi o di qualsiasi altro diritti umani. Cercano di demonizzare la democrazia israeliana, di delegittimare lo stato ebraico, di capro espiatorio del popolo ebraico ".
Il discorso di Neuer è stato elogiato in numerosi editoriali e pubblicazioni. Il Wall Street Journal ha affermato che il candore di Neuer ha interrotto "offuscamento" e "frode" del Consiglio. Uno scrittore editoriale di The National Post ha dichiarato che il discorso è diventato "un grande successo su YouTube". Nel suo editoriale, The New York Sun lo definì un raro "momento diplomatico da ricordare" e pubblicò il testo completo delle sue osservazioni. Alan Gold, un attivista australiano per i diritti umani, ha affermato che il discorso di Neuer era "un'organizzazione non governativa che mette a nudo la mendacia e il pregiudizio di un organo chiave delle Nazioni Unite".
Ian Williams, scrivendo per il Guardian, ha accettato i punti di Neuer sui doppi standard ipocriti delle Nazioni Unite riguardanti Israele e diverse nazioni: Israele è al centro della censura, mentre le critiche a molti paesi dispotici sono passate. L'ipocrisia, tuttavia, conclude, si estende alla stessa UN Watch, la cui credibilità è, a suo avviso, minata dall'incapacità dell'organizzazione di fornire prove del fatto che abbia mai condannato "manifeste trasgressioni israeliane dei diritti umani dei palestinesi".

### Altro

#### Sfruttamento sessuale
UN Watch, World YWCA e World Alliance of YMCAs hanno pubblicato una dichiarazione contro lo sfruttamento sessuale e la pornografia infantile. "Oggi troppi bambini vengono sfruttati e abusati sessualmente causando danni per tutta la vita. Oltre due milioni di bambini vengono sfruttati nell'industria del sesso da miliardi di dollari ogni anno e 1,2 milioni di bambini vengono trafficati ogni anno", afferma la nota.

#### Cronologia della ricezione
Kofi Annan, ex segretario generale delle Nazioni Unite, ha dichiarato: "Apprezzo profondamente il prezioso lavoro svolto da UN Watch. Credo che una valutazione informata e indipendente delle attività delle Nazioni Unite si rivelerà una fonte vitale mentre cerchiamo di adattare l'organizzazione alle esigenze di un mondo che cambia". In occasione del centenario del 2006 del Comitato ebraico americano, il direttore generale dell'Ufficio delle Nazioni Unite a Ginevra, Sergei Ordzhonikidze, ha elogiato il lavoro di UN Watch dicendo "consentitemi di rendere omaggio anche al prezioso lavoro dell'ONU a sostegno della giusta applicazione dei valori e dei principi della Carta delle Nazioni Unite e del sostegno ai diritti umani per tutti ".
Ian Williams, ex presidente della United Nations Correspondents Association e autore di The UN For Beginners, ha scritto in un articolo di opinione su The Guardian nel 2007 che l'obiettivo principale di UN Watch "è attaccare le Nazioni Unite in generale, e il suo consiglio dei diritti umani in particolare, per presunti pregiudizi contro Israele ". Williams ha sostenuto la condanna dell'ONU del Consiglio per i diritti umani delle Nazioni Unite come organizzazione ipocrita, ma ha anche accusato l'ONU stesso di ipocrisia per non aver denunciato ciò che chiamava "manifestare trasgressioni israeliane contro i diritti umani dei palestinesi".
The New Republic's Martin Peretz, in un blog parte del 2007, ha descritto l'organizzazione come "un'organizzazione dire la verità." Claudia Rosett, giornalista residente presso la Fondazione per la difesa delle democrazie, ha elogiato l'ONU come "impassibile e prezioso".
La giornalista e attivista politica americana Phyllis Bennis ha descritto UN Watch come una "piccola organizzazione di destra con sede a Ginevra" che è "poco conosciuta al di fuori del quartier generale delle Nazioni Unite". Ha sottolineato che "indebolire e delegittimare" Richard Falk attraverso "accuse scurrili" è stata una "ossessione di UN Watch" quando è diventato relatore speciale.
Agence France-Presse ha descritto UN Watch come "un gruppo di pressione con forti legami con Israele". The Economist ha descritto UN Watch come un "monitor pro-israeliano".